# Saison 6 d'Hercule Poirot
Chronologie
Saison 5 Saison 7
Cet article présente le guide des épisodes de la saison 6 de la série télévisée britannique Hercule Poirot (Agatha Christie's Poirot).

## Distribution
- David Suchet (VF : Roger Carel) : Hercule Poirot
- Hugh Fraser (VF : Jean Roche) : le Capitaine Arthur Hastings (épisodes 3 et 4)
- Philip Jackson (VF : Claude d'Yd) : l'Inspecteur-chef James Japp (épisodes 1 et 2)
- Pauline Moran (VF : Laure Santana) : Miss Felicity Lemon (épisode 2)

## Épisodes

### Épisode 1:Le Noël d'Hercule Poirot
- Royaume-Uni : 1er janvier 1995

- Vernon Dobtcheff (Simeon Lee)
- Simon Roberts (Alfred Lee)
- Catherine Rabett (Lydia Lee)
- Eric Carte (George Lee)
- Andrée Bernard (Magdalene Lee)
- Brian Gwaspari (Harry Lee)
- Sasha Behar (Pilar Estravados)
- Mark Tandy (Superintendant Sugden)
- Olga Lowe (Stella âgée)
- Ayub Khan-Din	(Horbury)
- John Horsley (Tressilian)
- Scott Handy (Simeon jeune)
- Liese Benjamin (Stella jeune)
- Oscar Pearce (Gerrit)
- Steve Delaney (sergent Coombes)
- Colin Meredith (commerçant)
- Peter Hughes (Mr Charlton)
- Joanna Dickens (cuisinière)
- Michael Keats (agent de police)
- Christopher Webber (serveur dans le train)

Hercule Poirot se prépare à passer tranquillement les fêtes de Noël. Mais le 21 décembre, Simeon Lee, un vieillard impotent, tyrannique et très riche, lui demande de se faire passer pour un vieil ami et de venir s’installer dans son manoir pour les fêtes afin de protéger sa vie qu’il croit en danger. Il a réuni le lendemain sa famille, trois fils sans affection, deux mystérieuses belles-filles et une nièce exotique Pilar Estravados, afin de leur annoncer qu’il va modifier son testament et procéder à quelques aménagements dans l’attribution des rentes. Il annonce cette nouvelle sans ménagement à sa famille indignée. Plus tard dans la soirée, Simeon est retrouvé mort dans sa chambre fermée à clef de l'intérieur. L'instant d'après, l'inspecteur Sugden arrive pour mener l'enquête, alors que Pilar constate que les diamants de la victime ont disparu. 

### Épisode 2:Pension Vanilos
- Royaume-Uni : 12 février 1995

- Paris Jefferson (Sally Finch)
- Jonathan Firth (Nigel Chapman)
- Damian Lewis (Leonard Bateson)
- Gilbert Martin (Colin McNabb)
- Elinor Morriston (Valerie Hobhouse)
- Polly Kemp (Patricia Lane)
- Jessica Lloyd (Celia Austin)
- Sarah Badel (Mrs Hubbard)
- Rachel Bell (Mrs Nicoletis)
- Granville Saxton (Mr Casterman)
- David Burke (Sir Arthur Stanley)
- Bernard Lloyd (Mr Endicott)
- Terry Duggan (boucher)
- Mark Denny (Jarrow Marcher)
- Tony Kirwood (officier aux passeports)
- Peter Glancy (officier des douanes)
- Andy Linden (Giorgios)
- Mark Webb (journaliste)
- Anthony Houghton (journaliste)
- Terry Francis (journaliste)
- Alec Linstead (pharmacien)
- Brian McDermott (inspecteur-chef)
- Michael McKone (gérant)
- John Webb (pasteur)

Une série de mystérieux vols ont lieu dans une pension pour étudiants sur Hickory Road alors que deux pensionnaires rentrent d'Amsterdam. La gestionnaire Mrs Hubbard fait part de ses inquiétudes à sa sœur Miss Lemon qui en parle à son employeur Hercule Poirot. La liste des objets volés intrigue le détective et il accepte de se rendre dans la résidence pour rencontrer les étudiants. Mais à la fin de la soirée, il conseille d'appeler la police car il craint que les évènements risquent d'empirer. Lendemain, une étudiante, Celia se dénonce, car elle est kleptomane, mais précise qu'elle n'est pas l'auteur de tous les vols. Pour Poirot, l'affaire ne fait véritablement que commencer. Le soir, Celia clame connaitre l'auteur des autres vols mais elle meurt empoisonnée avant d'avoir pu le dénoncer. L'étudiant en médecine Leonard Benson est soupçonné, tandis que Poirot constate que l'étudiante en littérature ment. La nuit suivante, la propriétaire de la pension Mrs Nicolettis qui fait du trafic de diamant avec son cousin dans une boutique dans la rue est assassinée à son tour par son complice étudiant inconnu qu'elle comptait dénoncer aux autorités.
- Nigel Chapman (meurtres) et Valerie Hobhouse (complice et vols)
- Mrs Nicoletis et Giorgios : trafic

### Épisode 3:Le Crime du golf
- Royaume-Uni : 11 février 1996

- Diane Fletcher (Eloïse Renauld)
- Damien Thomas (Paul Renauld)
- Benjamin Pullen (Jack Renauld)
- Katherine Fahey (Bernadette Debret)
- Sophie Linfield (Marthe Debret)
- Jacinta Mulcahy (Bella Deween)
- Terence Beesley (Stonor)
- Bill Moody (Inspecteur Giraud)
- Bernard Latham (Commissaire Lucien Bex)
- Andrew Melville (Dr Hautet)
- Henrietta Voigts (Léonie)
- James Vaughan	(Adam Letts)
- Richard Bebb (journaliste radio)
- Belinda Stewart-Wilson (secrétaire de doublage)
- Simon Holmes (projectionniste)
- Ray Gatenby (chef de gare)
- Randal Herley	(juge)
- Peter Yapp (avocat)
- Terry Raven (clochard)
- Margaret Clifton (concierge)
- Tim Berrington (joueur de golf)
- Howard Lee (joueur de golf)
- Christopher Hammond (agent de police)
- Joseph Morton (agent de police)

Poirot et Hastings goûtent à Deauville quelques jours de détente bien mérités. Peu de temps après leur arrivée, ils sont contactés par un certain Paul Renauld, un riche importateur de diamants, qui les informe de l'existence d'un vaste trafic de pierres précieuses au Chili. Mais le lendemain, l'homme est découvert mort par Hastings sur un parcours de golf. Dans sa poche, on trouve une lettre d'amour signée des initiales B.D. Giraud, de la Sûreté française, est envoyé sur place pour démasquer le coupable. Vexé par la présence de Poirot, lui lance le défi suivant : s'il arrête le coupable avant Giraud, celui-ci devra lui céder la pipe dont il ne se sépare jamais. Dans le cas contraire, le détective belge devra subir l'humiliation de se raser la moustache. Mais Poirot retrouve des similitudes entre ce meurtre et une vieille affaire. 
- Marthe Debret (meurtre de Paul Renauld)
- Bernadette Debret (meurtre de son ancien mari dix ans plus tôt)

### Épisode 4:Témoin muet
- Royaume-Uni : 16 mars 1996

- Ann Morrish (Emily Arundell)
- Patrick Ryecart (Charles Arundell)
- Kate Buffery (Theresa Arundell)
- Paul Herzberg (Jacob Tanios)
- Julia St. John (Bella Tanios)
- Norma West (Wilhemina Lawson)
- Jonathan Newth (Dr Grainger)
- Pauline Jameson (Isabel Tripp)
- Muriel Pavlow (Julia Tripp)
- Pat O'Toole (Sarah)
- Geoffrey Freshwater (sergent Keeley)
- Jestyn Phillips (intendant du club)
- Tobias Saunders (Alexis)
- Layla Harrison (Katya)
- Stephen Tomlin (pasteur)
- Tim Williams (américain)
- Sarah Stephenson (Mrs Finch)
- Geoffrey Banks (starter)
- Snubby (Bob, le chien)

Poirot et Hastings sont invités à Windermere pour assister à un record de vitesse sur eau de Charles Arundell. Ils y rencontrent sa sœur Theresa, leur tante Emily et sa suivante Wilhemina, les sœurs médium Tripp (prédisant la mort de Charles sur l'eau), et la famille du Dr Jacob Tanios dont sa femme Bella est une autre nièce d'Emily. Mais le bateau de Charles explose, tandis que celui-ci saute à l'eau. Le soir, Poirot et Hastings arrivent en invité chez les Arundell, mais le diner est animé par une vision des sœurs Tripp prédisant la mort prochaine d'Emily Arundell. Malheureusement au cours de la nuit, Emily échappe à la mort, lors d'une chute dans les escaliers apparemment causée par la balle de Bob, le chien. Elle ne croit pas à l'accident et Poirot lui conseille de changer son testament et de le faire savoir. Mais cela n’empêche pas que, quelques jours plus tard, elle meurt empoisonnée dans son jardin en dégageant de la vapeur verte de sa bouche devant sa suivante et les sœurs Tripp qui croient à son passage vers l'au-delà. Selon le testament, Wilhemina hérite tout ce qui met en colère les enfants Arundell. Les sœurs Tripp offrent leur aide à Poirot dans son enquête, mais celui-ci leur préfère un témoin muet : Bob, le chien d'Emily, à qui Wilhemina lui confie. Tous les soupçons se portent sur le colérique et violent Jacob Tanios qui avait donné un nouveau médicament à la victime le jour du meurtre, mais Poirot sait qu'il est innocent. Cela n'empêche pas sa femme de lui parler des violences domestiques de son mari.
- Bella Tanios : meurtres
- Charles et Theresa Arundell : effraction